# Прелюдия (секс)
Прелю́дия полово́го а́кта, также предвари́тельные любо́вные ла́ски, — акт физической близости непосредственно перед коитусом. Наблюдается как у людей, так и у большинства птиц и млекопитающих. Определение предварительных ласк «гибкое», некоторые авторы включают в прелюдию стриптиз и раздевание партнёра, ролевые игры, БДСМ.

## Методы
Подход к прелюдии сильно зависит от местных традиций — например, в Микронезии понпейцы и тробрианцы уделяют этому занятию буквально часы, а лепча в Сиккиме совсем не ласкают своего партнёра.
Техника ласк тоже сильно варьируется; результаты исследований по всему миру показывают, что в среднем используются следующие методы (в порядке убывания общемировой популярности):
- тисканье[англ.] по всему телу;
- поцелуи в губы — второй по популярности приём, но далеко не такой распространённый, как первый;
- ласкание женской груди;
- касание женских внешних половых органов;
- оральная стимуляция женской груди;
- ласки полового члена;
- фелляция;
- куннилингус;
- анилингус;
- причинение боли.

## Цели
Прелюдия увеличивает половое возбуждение и отклик партнёра, увеличивает длительность периода перед оргазмом. У мужчин оргазм часто наступает быстрее, чем у женщин, и прелюдия позволяет женщине достичь равного с мужчиной возбуждения перед фрикциями, поэтому прелюдии распространены в культурах, ценящих достижение оргазма женщиной. Например, в викторианскую эпоху женский оргазм обычно не рассматривался как цель полового акта, и на прелюдию в англосаксонском мире стали обращать внимание лишь на рубеже XIX—XX веков.
Многие женщины не в состоянии достичь оргазма без предварительных ласк, так что первоначально было принято считать, что прелюдия нужна исключительно женщине, а мужской оргазм достигается быстро и просто. Однако уже в 1920—1930 годы специалисты стали рекомендовать прелюдию как средство увеличения интенсивности оргазма для мужчины и улучшения отношений пары. Тем не менее, отчёты Кинси показали, что мужчины без высшего образования в США в 1940—1950-х годах минимизировали предварительные ласки, а мужчины, не закончившие среднюю школу, и вовсе стремились максимально быстро достичь оргазма сами. Однако, пары с законченным высшим образованием уже уделяли прелюдии от 5 до 15 минут.